# Promenade Jean-Paul-Belmondo
La promenade Jean-Paul-Belmondo est une voie située dans les 15e et 16e arrondissements de Paris, en France.

## Situation et accès
La « promenade Jean-Paul-Belmondo » est attribuée au terre-plein central du pont de Bir-Hakeim. 

## Origine du nom
La voie porte le nom de Jean-Paul Belmondo (1933-2021), acteur français. 
Le choix du site rappelle une scène du film Peur sur la Ville (1975), dans laquelle le comédien effectue une cascade spectaculaire sur le toit du métro aérien surplombant le pont de Bir-Hakeim,.

## Historique
La promenade est officiellement inaugurée le 12 avril 2023, en présence de la famille et d'amis de l'acteur.